# 沃爾夫-隆達馬克-梅洛帝星系
沃爾夫-隆達馬克-梅洛帝星系  (WLM星系) 是位於鯨魚座的一個不規則星系，在1909年被馬克斯·沃夫發現，並在1926年由隆達馬克和菲利伯特·雅克·梅洛特確認它其實是位於本星系群邊緣的星系。

## 恆星形成
在1999年， A. E. Dolphin使用哈伯太空望遠鏡製作了WLM的色-光圖，顯示這個星系有一半的恆星是在130億年前突然形成的。在這一次的爆發中，WLM的[Fe/H]從大約-2.2升高至-1.3。那裡也沒有水平分支的成員，Dolphin認為在120億至150億年前的期間內，每百萬年只有20顆左右太陽質量的恆星誕生；而在25億至90億年前，平均的比率是每百萬年大約有100～200顆M☉的恆星誕生。

## 球狀星團
在WLM中只有霍奇等人 (1999年) 發現了一個球狀星團，測量得的亮度
Mv = -8.8， [Fe/H] = -1.5，年齡約為150億歲。這個星團的亮度略微超過所有球狀星團的平均亮度。微弱的低質量球狀星團的缺乏似乎不足以說明WLM微弱的潮汐力。